# Sekáč domácí
Sekáč domácí (Opilio parietinus), také známý jako sekáč obecný je synantropně žijící druh sekáče, jeden z více než 30 druhů těchto pavoukovců, kteří se vyskytují na území České republiky. Je rozšířený v celé Evropě, v Severní Americe a v severní části Asie.

## Popis
Délka těla sekáče domácího se pohybuje mezi 0,6–0,8 cm u samičky, sameček je menší, asi 0,4 – 0,6 cm. Samička má zelenošedý zadeček, zadeček samečka je žlutavý. Spodní strana je bílá.  Sekáč domácí má čtyři páry velmi dlouhých, kráčivých noh, které mohou, stejně jako ostatní sekáči, v nebezpečí odvrhnout (autotomie). Odloučená noha se činností autonomních nervových uzlin ještě dlouhou dobu trhavě pohybuje. Jeho tělo se skládá z hlavohrudi, která je srostlá se zadečkem, makadel, tříčlánkových klepítek a čtyř párů nohou. 

## Rozšíření a stanoviště
Sekáč domácí je široce rozšířen v mírném pásmu Evropy, severní Ameriky a v západní a severní Asii, v jižních částech těchto kontinentů se nevyskytuje. Je velmi hojný, ale v poslední době je z některých stanovišť vytlačován Sekáčem Canestriniho, který se do střední Evropy postupně rozšiřuje ze středomoří.
Upřednostňuje synantropní stanoviště, žije na budovách, zídkách, plotech, v zahradách a parcích.

## Biologie a rozmnožování
Přes den je můžeme spatřit na osluněných plochách, se široce roztaženýma nohama. Za soumraku se vydávají na lov. Živí se rostlinnou i živočišnou potravou, kterou aktivně loví a také zdechlinami a neživým organickým materiálem.
Rozmnožování probíhá předáním spermatoforu, sameček bývá při páření často samičkou sežrán. Samička klade vajíčka do půdy a různých štěrbin, kde přezimují. Chladné období při inkubaci je důležité pro správný vývoj vajíček.